# Мар'янівка (Жмеринський район)
Мар'я́нівка — село в Україні, у Копайгородській селищній громаді Жмеринського району Вінницької області.

## Історія
Під час другого голодомору у 1932–1933 роках, проведеного радянською владою, загинуло 13 осіб.
12 червня 2020 року, відповідно до Розпорядження Кабінету Міністрів України № 707-р «Про визначення адміністративних центрів та затвердження територій територіальних громад Вінницької області», увійшло до складу Копайгородської селищної громади.
19 липня 2020 року, в результаті адміністративно-територіальної реформи та ліквідації Барського району, село увійшло до складу Жмеринського району.

## Пам'ятки
- Пам'ятник 80 воїнам-односельчанам, загиблим на фронтах Великої Вітчизняної війни[4], 1969. Пам'ятка розташована біля школи.
- Поселення черняхівської культури[5], III—IV ст.

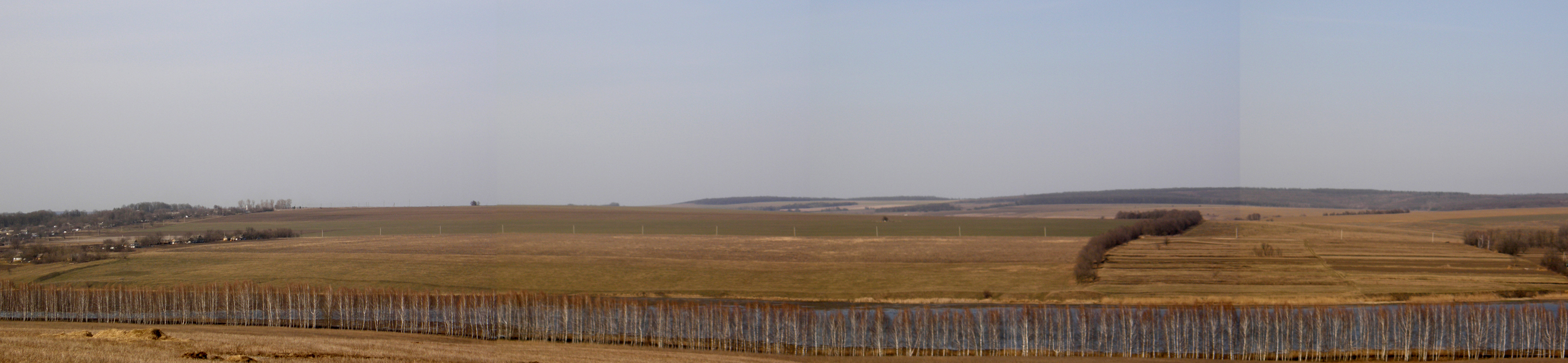
Поселення черняхівської культури